# Prîstromî, Pereiaslav-Hmelnițki
Prîstromî (în ucraineană Пристроми) este localitatea de reședință a comunei Prîstromî din raionul Pereiaslav-Hmelnițki, regiunea Kiev, Ucraina.

## Demografie
Componența lingvistică a localității Prîstromî
     Ucraineană (96,01%)
     Rusă (3,4%)
     Alte limbi (0,27%)
Conform recensământului din 2001, majoritatea populației localității Prîstromî era vorbitoare de ucraineană (96,01%), existând în minoritate și vorbitori de rusă (3,4%).